# Langeoog
Langeoog (frisisk lange = lange, oog = ø, altså Langeø) er en af de Østfrisiske Øer i det nordvestlige Tyskland, ud for delstatenNiedersachsen, mellem udmundingerne af floderne Ems og Weser i den Tyske Bugt. Naboøerne er Spiekeroog mod øst og Baltrum mod vest. Langeoog er en kommune i Landkreis Wittmund

## Geografi
Langeoog har et areal på omkring 20 km² og en omkring 14 kilometer lang sandstrand. Stranden ligger op til et op til 20 meter højt klitlandskab. Klitområderne er fra øst mod vest: Flinthörndünen, Süderdünen, Kaapdünen og Heerenhusdünen. Langeoog er den eneste af de Østfrisiske Øer der ikke har nogen kystsikring 
Langeoog ligger som de øvrige Østfrisiske Øer ud for Østfrislands kyst. Dele af øen og vadehavet omkring øen er en del af Nationalpark Niedersächsisches Wattenmeer. Langeoog er adskilt fra Spiekeroog mod øst, af sundene Otzumer Balje, Hullbalje og Schillbalje, og fra Baltrum knap to kilometer mod vest af Accumer Ee. Afstanden fra sydspidsen af øen til fastlandet er fire kilometer.

## Transport
Langeoog kan nås med færge fra Bensersiel på fastlandet
På øen er færgehavnen og byen forbundet med en jernbane , og Langeoog har også en lufthavn.
Langeoog er stort set bilfri. Besøgende til øen skal efterlade deres biler på fastlandet. Kun brandvæsen og ambulanceservice har almindelige biler. Traktorer og entreprenørmaskiner kan anvendes efter fastsatte begrænsninger. Politi og læger kommer rundt på cykler. Nogle firmaer har og postvæsen har elbiler. Hvis man vil rundt uden at gå kan man hyre en hestetrukket taxa.